# Agnoshydrus paulbrowni
Agnoshydrus paulbrowni är en skalbaggsart som beskrevs av Wewalka och Wang 2007. Agnoshydrus paulbrowni ingår i släktet Agnoshydrus och familjen dykare. Inga underarter finns listade i Catalogue of Life.